# Équipe du Costa Rica de football à la Copa América 2001
L'équipe du Costa Rica de football participe à sa 2e Copa América lors de l'édition 2001, qui se tient en Colombie du 11 juillet 2001 au 29 juillet 2001. Elle se rend à la compétition sur invitation. Les Costariciens terminent 1er du groupe C avant d'être éliminés par l'Uruguay en quart de finale.

## Résultat

### Premier tour
| Classement final |            |     |   |   |   |   |    |    |      |
|                  | Équipe     | Pts | J | G | N | P | BP | BC | Diff |
| 1                | Costa Rica | 7   | 3 | 2 | 1 | 0 | 6  | 1  | +5   |
| 2                | Honduras   | 6   | 3 | 2 | 0 | 1 | 3  | 1  | +2   |
| 3                | Uruguay    | 4   | 3 | 1 | 1 | 1 | 2  | 2  | 0    |
| 4                | Bolivie    | 0   | 3 | 0 | 0 | 3 | 0  | 7  | -7   |

| 13 juillet | Uruguay    | 1 | 0 | Bolivie    |
| 13 juillet | Costa Rica | 1 | 0 | Honduras   |
| 16 juillet | Uruguay    | 1 | 1 | Costa Rica |
| 16 juillet | Honduras   | 2 | 0 | Bolivie    |
| 19 juillet | Costa Rica | 4 | 0 | Bolivie    |
| 19 juillet | Honduras   | 1 | 0 | Uruguay    |

| 13 juillet 2001 | Costa Rica   | 1 – 0   | Honduras | Stade Atanasio-Girardot (Medellín)                    |                                                       |
| 20 h 15         | Wanchope 63e | (0 - 0) |          | Spectateurs : 35 000 Arbitrage : Mario Sánchez Yantén | Spectateurs : 35 000 Arbitrage : Mario Sánchez Yantén |

| 16 juillet 2001 | Uruguay        | 1 – 1   | Costa Rica   | Stade Atanasio-Girardot (Medellín)            |                                               |
| 18 h 00         | C. Morales 53e | (0 - 1) | Wanchope 28e | Spectateurs : 20 000 Arbitrage : Carlos Simon | Spectateurs : 20 000 Arbitrage : Carlos Simon |

| 19 juillet 2001 | Costa Rica                                  | 4 – 0   | Bolivie | Stade Atanasio-Girardot (Medellín)              |                                                 |
| 18 h 00         | Wanchope 45e, 71e · Bryce 63e · Fonseca 84e | (1 - 0) |         | Spectateurs : 25 000 Arbitrage : Luis Solórzano | Spectateurs : 25 000 Arbitrage : Luis Solórzano |

### Quart de finale
| 22 juillet 2001 | Uruguay | 2 – 1   | Costa Rica | Stade Centenario (Armenia)                  |                                             |
| 17 h 30         | Lemos 61e (pen.) · Lima 87e | (0 - 0) | Wanchope 52e | Spectateurs : 29 000 Arbitrage : Óscar Ruiz | Spectateurs : 29 000 Arbitrage : Óscar Ruiz |
| 17 h 30         | Munúa - Anchén, Gutiérrez, Sorondo, Curbelo - Lima, Pérez, Callejas, Lemos ( 90e Martínez) - C. Morales ( 70e Olivera), R. Morales | Équipes | Lonnis - Drummond, Marín, Parks, Martínez - Castro, Centeno ( 69e Cordero), Solís, Gómez ( 65e Bryce) - Fonseca, Wanchope | Spectateurs : 29 000 Arbitrage : Óscar Ruiz | Spectateurs : 29 000 Arbitrage : Óscar Ruiz |

## Navigation